# میرزا ابوالفضل مجتهد شیرازی
میرزا ابوالفضل مجتهد شیرازی از سیاستمداران ایرانی بود، که در دوره‌  هفتم بعنوان نماینده شیراز  در مجلس شورای ملی حضور داشت.